# Belle Gunness
Belle Gunness (n. 11 noiembrie 1859, Innbygda⁠(d), Sør-Trøndelag, Norvegia – d. 1908, La Porte⁠(d), Indiana, SUA) a fost o femeie de origine norvegian-americană care a ajuns cunoscută pentru crimele ei. Ea avea o statură impunătoare (1,83 înălțime și peste 91 de kilograme). Ea și-a ucis rudele pentru avere dar se zice că și-a ucis și pretendenții. Numărul victimelor sale ar fi cuprins între 25 și 40.

## Primii ani
Belle Sorenson Gunnes s-a născut în 1859 în Selbu, Norvegia.Părinții ei au fost Paul Pedersen și Berit Olsdatter.Belle a fost cea mai mică din cei 8 copii. Deși provenea dintr-o familie săracă, ea s-a angajat ca servitoare la o familie bogată din oraș și a fost bine plătită pentru a ajunge în Statele Unite ale Americii.

## Prima crimă
În anul 1884 s-a căsătorit cu Gunnes Mads Ditlev Anton Sorenson în Chicago, Illinois și au deschis o patiserie. Dar vânzările au mers prost iar mai târziu magazinul a ars. Ei au primit asigurare și și-au cumpărat o casă. Au avut 4 copii: Caroline, Axel, Myrtle și Lucy. Dar Caroline și Axel au murit la o vârstă fragedă. Soțul lui Belle murise. Ea a primit asigurarea consoartei și nimeni nu a avut idee că ea l-a otrăvit pentru bani.

## Celelalte crime
Ea s-a căsătorit în 1901 cu un bărbat văduv care avea 5 copii. Toți au murit cu excepția fetei mari a familiei, care a fost adoptată de fratele bărbatului decedat. Se presupune că Belle și-a ucis și pretendenții. Chiar dacă a ucis 25 de persoane, se presupune că a ucis 40.

## Ultimii ani
Belle nu a fost niciodată supusă unui proces, dar a murit în 1908. Cauza morții este necunoscută.

## Urmări
Mai târziu, ea a ajuns una din cele mai înspăimântătoare criminale din Statele Unite ale Americii. A ajuns și una din cele mai celebre criminale din istorie. Criminala Vera Renczi a primit porecla Belle Gunness de România.